# The One and Only Hank Ballard and his Midnighters
The One and Only Hank Ballard and his Midnighters è un album di Hank Ballard and The Midnighters, pubblicato dalla King Records nel 1960. Il disco fu ristampato nel 1988 su vinile dall'etichetta danese Sing Records (674), del tutto uguale all'edizione originale pubblicata dalla King Records.

## Tracce
Lato A
1. Sugaree – 2:51 (Marty Robbins) – Registrato il 29 maggio 1959 a Cincinnati, Ohio
2. Rain Down Tears – 2:07 (Rudy Toombs, Henry Glover) – Registrato il 12 marzo 1959 a New York City
3. Cute Little Ways – 2:26 (Hank Ballard) – Registrato il 13 novembre 1958 a Cincinnati, Ohio
4. House with No Windows – 2:15 (Henry Glover) – Registrato il 13 novembre 1958 a Cincinnati, Ohio
5. Everybody Does Wrong Some Time – 2:14 (Hank Ballard) – Registrato l'11 novembre 1958 a Cincinnati, Ohio
6. So Good to Be Home – 2:46 (Hank Ballard) – Registrato il 13 novembre 1958 a Cincinnati, Ohio

Durata totale: 14:39
Lato B
1. Kansas City – 2:34 (Jerry Leiber, Mike Stoller) – Registrato il 13 novembre 1958 a Cincinnati, Ohio
2. I'll Keep You Happy – 2:42 (Hank Ballard) – Registrato il 12 marzo 1959 a New York City
3. I'm Crying Mercy, Mercy – 2:42 (Rudy Toombs, Hank Ballard) – Registrato il 29 maggio 1959 a Cincinnati, Ohio
4. She's Got a Whole Lot of Soul – 2:47 (Hank Ballard) – Registrato il 12 marzo 1959 a New York City
5. I'll Pray for You – 2:35 (Hank Ballard) – Registrato l'11 novembre 1958 a Cincinnati, Ohio
6. Move, Move, Move – 2:26 (Hank Ballard) – Registrato il 29 maggio 1959 a Cincinnati, Ohio

Durata totale: 15:46

## Musicisti
Sugaree, I'm Crying Mercy, Mercy e Move, Move, Move
- Hank Ballard and The Midnighters - voci

Musicisti aggiunti
- Mark Petterson - tromba
- J.C. Davis - sassofono tenore
- Henry Moore - sassofono tenore
- Jimmy Johnson - pianoforte
- Sonny Woods - chitarra
- John Faire - chitarra
- Navarro Hastings - basso elettrico
- Clarence Mack - contrabbasso
- George De Hart - batteria
- Preddy Pride - ?

Rain Down Tears, I'll Keep You Happy e She's Got a Whole Lot of Soul
- Hank Ballard and The Midnighters - voci

Musicisti aggiunti
- Mark Patterson - tromba
- James Moore - sassofono tenore
- Jimmy Johnson - pianoforte
- Sonny Woods - chitarra
- Navarro Hastings - basso elettrico
- George De Hart - batteria

Cute Little Ways, House with No Windows, So Good to Be Home e Kansas City
- Hank Ballard and The Midnighters - voci

Musicisti aggiunti
- Henry Moore - sassofono tenore
- Sonny Thompson - pianoforte
- Cal Green - chitarra
- Navarro Hastings - basso elettrico
- Edwyn Conley - contrabbasso
- George De Hart - batteria

Everybody Does Wrong Some Time e I'll Pray for You
- Hank Ballard and The Midnighters - voci

Musicisti aggiunti
- Roy Felder - sassofono tenore
- Sonny Thompson - pianoforte
- Cal Green - chitarra
- Navarro Hastings - basso elettrico
- Edwyn Conley - contrabbasso
- George De Hart - batteria[1]